# Тамбов I
Тамбо́в I — железнодорожная станция Мичуринского региона Юго-Восточной железной дороги. Находится в Советском районе Тамбова. Станция не электрифицирована.

## История
Здание вокзала было построено в 1868 году, во времена СССР значительно перестраивалось. Сейчас в нём располагаются зал ожидания, кассы, камеры хранения, а также торговые точки и ресторан.
Вокзал был реконструирован в 2018 году

## Назначение
Через станцию проходят три линии:
- северо-западное направление на Мичуринск,
- восточное направление на Саратов через Ртищево,
- юго-восточное направление на Камышин через Балашов.

В работе станции используются тепловозы ЧМЭ3, ТЭП70, ТЭП70БС, 2ТЭ116У, 3ТЭ116У и 2ТЭ116.

## Пригородное сообщение
Действует несколько пригородных поездов на Мичуринск, Обловку, Кирсанов , Тамалу , Котовск ,  Умёт , Мучкап и Никифоровку.

## Дальнее сообщение
Через станцию курсируют поезда в направлении Москвы, Саратова, Бреста, Витебска, Могилёва, Махачкалы, Симферополя, Адлера, Анапы, Астрахани, Мурманска, Санкт-Петербурга, Белгорода, Новосибирска, Балакова, Камышина, Кисловодска.

### Круглогодичное движение поездов
| № поезда    | Маршрут движения            | № поезда     | Маршрут движения            |
| ----------- | --------------------------- | ------------ | --------------------------- |
| 5 «Лотос»   | Астрахань — Москва          | 6 «Лотос»    | Москва — Астрахань          |
| 9 «Саратов» | Саратов — Москва            | 10 «Саратов» | Москва — Саратов            |
| 17          | Саратов — Москва            | 18           | Москва — Саратов            |
| 31          | Тамбов — Москва             | 32           | Москва — Тамбов             |
| 45          | Тамбов — Москва             | 46           | Москва — Тамбов             |
| 47          | Балаково — Москва           | 48           | Москва — Балаково           |
| 85          | Махачкала — Москва          | 86           | Москва — Махачкала          |
| 109         | Астрахань — Санкт-Петербург | 110          | Санкт-Петербург — Астрахань |
| 123         | Новосибирск — Белгород      | 124          | Белгород — Новосибирск      |
| 133         | Дербент — Москва            | 134          | Москва — Дербент            |
| 137         | Саратов — Москва            | 138          | Москва — Саратов            |
| 307         | Саратов — Барановичи        | 308          | Барановичи — Саратов        |
| 343         | Балашов — Москва            | 344          | Москва — Балашов            |
| 379В        | Камышин — Москва            | 380*Й        | Москва — Камышин            |

### Сезонное движение поездов
| № поезда | Маршрут движения      | № поезда | Маршрут движения      |
| -------- | --------------------- | -------- | --------------------- |
| 459      | Тамбов — Адлер        | 460      | Адлер — Тамбов        |
| 505      | Тамбов — Новороссийск | 506      | Новороссийск — Тамбов |
| 513      | Тамбов — Анапа        | 514      | Анапа — Тамбов        |